# Примарний вершник (персонаж)

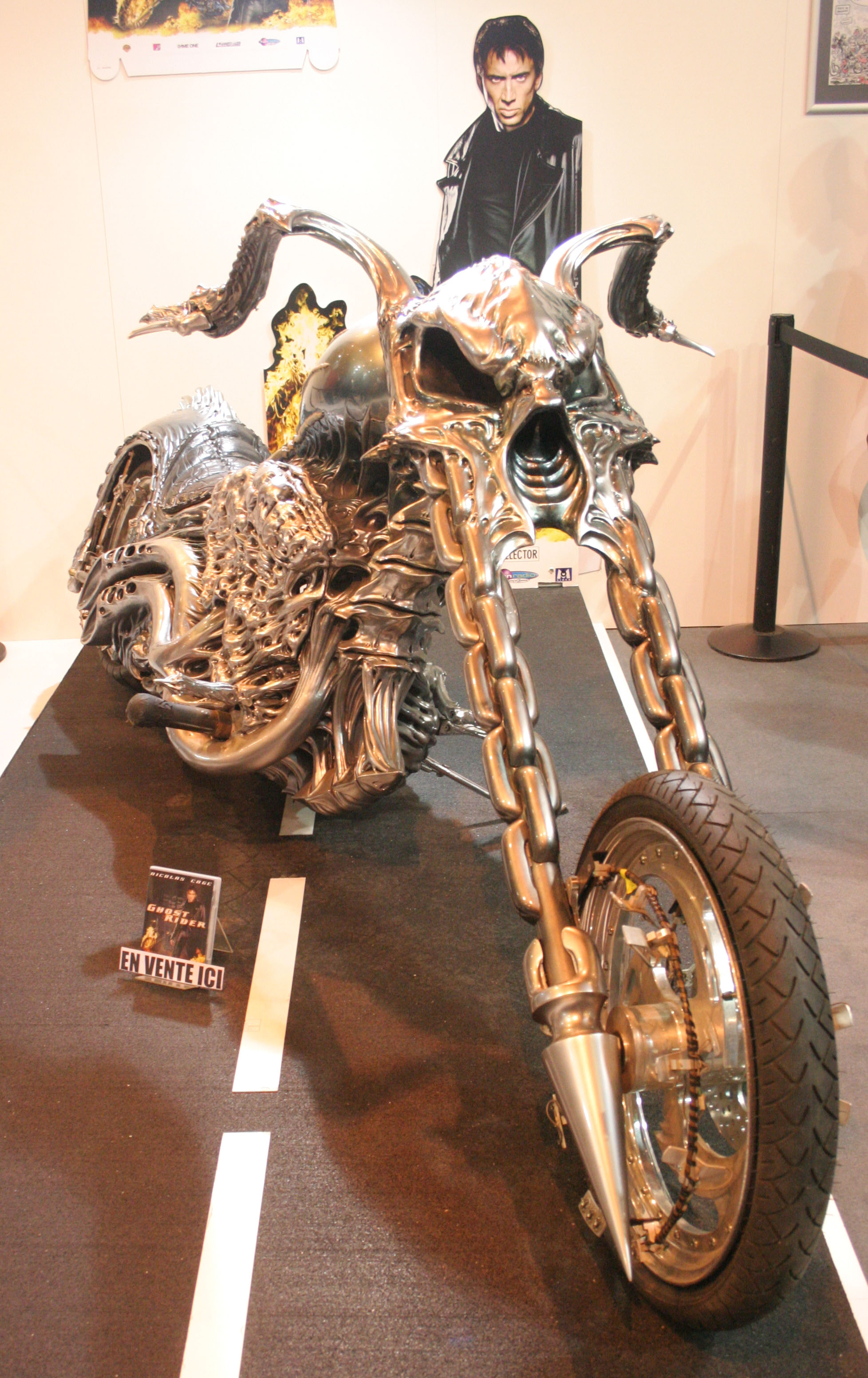
Мотоцикл Примарного вершника

Примарний вершник (англ. Ghost Rider) — псевдонім багатьох антигероїв і супергероїв з коміксів американського видавництва Marvel Comics. Раніше це ім'я використовувалося для позначення героя жанру вестерн, але пізніше було вирішено змінити псевдонім на Фантомний вершник.
Першим Примарним вершником був мотоцикліст-каскадер Джонатан «Джонні» Блейз, який, щоб врятувати життя свого батька, погоджується віддати свою душу «Сатані» (пізніше виявилося, що це архідемон, на ім'я Мефісто). Уночі та коли його оточує зло, Блейз поглинається пекельним вогнем, через що його голова перетворюється на палаючий череп. Він їздить містом на вогняному мотоциклі та використовує вогонь у битвах проти супротивників. Зрештою він дізнається, що був пов'язаний з демоном Заратосом. Блейз фігурує в серії коміксів Ghost Rider з 1972 по 1983 роки.
Наступна серія коміксів Ghost Rider (1990—1998) показує Деніела «Денні» Кетча як нового Примарного вершника. Після того, як його сестру поранили гангстери-ніндзя, Кетч стикається з мотоциклом, який містить есенцію Духа Помсти. Джонні Блейз знову з'являється в цій серії 1990-х років як персонаж другого плану, а пізніше з'ясовується, що Денні та його сестра були давно втраченими братами й сестрами Блейза. У коміксах 2000-х Блейз змінює Кетча, знову ставши Примарним вершником.
У 2014 році Роберто «Роббі» Реєс стає Примарним вершником у рамках ініціативи Marvel NOW!
У травні 2011 року Примарний вершник посів 90 місце в списку IGN «100 найкращих героїв коміксів».
Ніколас Кейдж зіграв роль персонажа Джонні Блейза у фільмі «Примарний вершник» 2007 року та його продовженні «Примарний вершник: Дух помсти» 2012 року. Габріель Луна й Том МакКомас зображують втілення Роббі Реєса та Джонні Блейза в четвертому сезоні телесеріалу кінематографічного всесвіту Marvel «Агенти Щ. И.Т.».

## Історія публікацій

### Джонні Блейз
Слідом за персонажем вестерн-коміксів, який спочатку використовував це ім'я, перший супергерой під псевдонімом Примарний вершник, Джонатан «Джонні» Блейз, дебютував у випуску коміксу Marvel Spotlight № 5 (серпень 1972), створеному головним редактором Marvel Comics Роєм Томасом, сценаристом Ґері Фрідріхом і художником Майком Плуґом. Він отримав свою власну серію в 1973 році, над якою здебільшого працював пенсилер Джим Муні. Декілька різних творчих команд змішувалися, аж поки художник Дон Перлін не почав досить довго працювати з випуском № 26, до якого зрештою приєднався сценарист Майкл Флейшер у випуску № 58. Серія дійшла до випуску № 81 (червень 1983). Джонні Блейз повернувся в ролі Примарного вершника в міні-серії 2001 року з шести випусків, написаній Девіном Ґрейсоном; друга міні-серія, написана Ґартом Еннісом у 2005 році, і триваюча щомісячна серія, що почала виходити в липні 2006 року. Блейз був сином Наомі Блейз і Бартона Блейза, Наомі була попереднім Примарним вершником.

### Денні Кетч
Наступним Примарним вершником стає молодий чоловік, на ім'я Деніел «Денні» Кетч (молодший брат Джонні Блейза), дебютував у серії коміксів Ghost Rider № 1 (травень 1990). Ця версія була майже ідентичною до попередньої, хоча його костюм був тепер чорною шкіряною байкерською курткою з шипами, сірими шкіряними штанами й містичним ланцюгом, який він носив на грудях, що реагував на його розумові команди та слугував для нього основною холодною зброєю. Новий мотоцикл нагадував футуристичну машину, а його передня частина могла перетворюватися на таран. Як і в оригінальному мотоциклі Примарного вершника, колеса складалися з містичного пекельного вогню. На відміну від стосунків між попереднім Примарним вершником і демоном, з яким він був пов'язаний, Кетч і його демон — який у другому томі 91 випуску (грудень 1997) виявляється втіленням Ангела Смерті — співпрацюють один з одним. Наприкінці серії другого тому 93 випуску (лютий 1998) Кетч, очевидно, помер. Однак наступного року комікс Peter Parker: Spider-Man № 93 (липень 1999) показав, що Кетч все ще живий. Майже через десять років Marvel Comics опублікували давно завершений останній випуск як Ghost Rider Finale (січень 2007), в якому передруковано останній випуск і раніше неопублікований 94 випуск другого тому.

### Алехандра Джонс
Під час сюжетної лінії 2011 року Fear Itself жінка з Нікарагуа, на ім'я Алехандра Джонс стає Примарною вершницею завдяки ритуалу, який виконує чоловік, на ім'я Адам. Хоча вона демонструє багато раніше невідомих здібностей сутності Примарного вершника, вона позбавлена повної сили, коли Джонні Блейз повертає більшу частину цієї сили.

### Роббі Реєс
У 2014 році новий персонаж взяв на себе роль Примарного вершника — мексикансько-американський мешканець Іст-Лос-Анджелес (штат Каліфорнія), на ім'я Роберто «Роббі» Реєс, що їздить на чорному класичному маслкарі, що нагадує модифікований Dodge Charger 1969 року, а не на мотоциклі. Роббі Реєс був створений Феліпе Смітом, сценаристом і художником, і Треддом Муром, художником.

## Сили та здібності
Примарний вершник — це людина, яка може перетворюватися на надлюдину, що виглядає як скелет, оповиту ефірним полум'ям і наділену надприродними здібностями. Надприродний мотоцикл, на якому він їздить, може рухатися швидше, ніж будь-який звичайний транспортний засіб, і може виконувати, здавалося б, неможливі подвиги, такі як їзда по вертикальній поверхні, по воді та стрибки через великі відстані, на які звичайні мотоцикли не здатні. Примарних вершників практично неможливо знищити, і, як відомо, їх важко поранити будь-якими звичайними засобами, оскільки кулі та ножі зазвичай проходять крізь них, не завдаючи болю (показано, що ножі плавляться, перебуваючи в тілі). Цілком можливо, що вони справді безсмертні, оскільки кажуть, що Бог створив їх і тільки Бог може їх знищити. Незважаючи на те, що Примарні вершники складаються з кісток і пекельного вогню, вони володіють величезною надлюдською силою, достатньою, щоб легко підхопити вантажівку та перекинути її через дорогу. Було заявлено, що Джонні Блейз у ролі Примарного вершника може тиснути близько 25 тонн. Кожна сутність Примарного вершника також мала власні здібності.

## Колекційні видання
- The New Fantastic Four: Monsters Unleashed (features a «new» Fantastic Four consisting of the Ghost Rider, the Hulk, Wolverine and Spider-Man) (trade paperback, 1992; reprints Fantastic Four #347–349)
- Essential Ghost Rider Vol. 1 (trade paperback, 2005; reprints Marvel Spotlight #5–12, Ghost Rider vol. 2 #1–20 and Daredevil #138)
- Essential Ghost Rider Vol. 2 (trade paperback, 2007; reprints Ghost Rider vol. 2 #21–50)
- Essential Ghost Rider Vol. 3 (trade paperback, 2009; reprints Ghost Rider vol. 2 #51–65, Avengers #214 and Marvel Two-In-One #80)
- Essential Ghost Rider Vol. 4 (trade paperback, 2010; reprints Ghost Rider vol. 2 #66–81, Amazing Spider-Man #274 and New Defenders #145 and 146)
- Ghost Rider Team-Up (trade paperback, 2007; reprints Marvel Team-Up #91, Marvel Two-in-One #80, Marvel Premiere #28, Avengers #214 and Ghost Rider vol. 2 #27 and #50)
- Champions Classic Vol. 1 (trade paperback; reprints Champions #1–11)
- Champions Classic Vol. 2 (trade paperback; reprints Champions #12–17, Iron Man Annual #4, Avengers #163, Super-Villain Team-Up #14, and Peter Parker, the Spectacular Spider-Man #17–18)
- Ghost Rider: Resurrected (trade paperback, 1991; reprints Ghost Rider vol. 3 #1–7)
- Ghost Rider: Danny Ketch Classic Vol. 1 (trade paperback, 2009; reprints Ghost Rider vol. 3 #1–10)
- Ghost Rider: Danny Ketch Classic Vol. 2 (trade paperback, 2010; reprints Ghost Rider vol. 3 #11–20 and Doctor Strange: Sorcerer Supreme #28)
- X-Men & Ghost Rider: Brood Trouble in the Big Easy (trade paperback; 1993; reprints Ghost Rider vol. 3 #26–27 and X-Men #8–9)
- Wolverine and Ghost Rider in Acts of Vengeance (Marvel Comics Presents #64–70)
- Rise of the Midnight Sons (trade paperback, 1992; reprints Ghost Rider vol. 3 #28 and #31; Ghost Rider/Blaze: Spirits of Vengeance #1-6, Morbius #1, Darkhold: Pages from the Book of Sins #1, Nightstalkers #1 and Web of Spider-Man #95–96)
- Spirits of Venom (trade paperback, 1993; reprints Web of Spider-Man #95–96 and Ghost Rider/Blaze: Spirits of Vengeance #5–6)
- Ghost Rider: The Hammer Lane (trade paperback, 2002; reprints Ghost Rider vol. 4 #1–6)
- Ghost Rider: Road to Damnation (hardcover, 2007; reprints Ghost Rider vol. 5 #1–6)
- Ghost Rider: Road to Damnation (trade paperback, 2007; reprints Ghost Rider vol. 5 #1–6)
- Ghost Rider: Trail of Tears (hardcover, 2008; reprints Ghost Rider: Trail of Tears #1–6)
- Ghost Rider: Trail of Tears (trade paperback, 2008; reprints Ghost Rider: Trail of Tears #1–6)
- Ghost Rider Vol. 1: Vicious Cycle (trade paperback, 2007; reprints Ghost Rider vol. 6 #1–5)
- Ghost Rider Vol. 2: The Life and Death Of Johnny Blaze (trade paperback, 2007; reprints Ghost Rider vol. 6 #6–11)
- Ghost Rider Vol. 3: Apocalypse Soon (trade paperback, 2008; reprints Ghost Rider vol. 6 #12–13 and Annual #1)
- Ghost Rider Vol. 4: Revelations (trade paperback, 2008; reprints Ghost Rider vol. 6 #14–19)
- Ghost Rider Vol. 5: Hell Bent and Heaven Bound (trade paperback, 2008; reprints Ghost Rider vol. 6 #20–25)
- Ghost Rider Vol. 6: The Last Stand (trade paperback, 2009; reprints Ghost Rider vol. 6 #26–32)
- Ghost Rider Vol. 7: Trials and Tribulations (trade paperback, 2009; reprints Ghost Rider vol. 6 #33–35 and Annual #2)
- Ghost Riders: Heaven's on Fire (trade paperback, 2009—2010; reprints Ghost Riders: Heaven's on Fire #1–6)
- Ghost Rider: Ultimate Collection by Daniel Way (trade paperback, 2012; reprints Ghost Rider vol. 6 #1–19)
- Ghost Rider Omnibus by Jason Aaron (hardcover, 2010; reprints Ghost Rider vol. 6 #20–35, Annual #2 and Ghost Riders: Heaven's on Fire #1–6)
- Ghost Rider: Danny Ketch — Addict (Ghost Rider: Danny Ketch #1–5 and Ghost Rider Finale)
- Fear Itself: Ghost Rider (trade paperback, Ghost Rider vol. 7 #0.1 and #1–5)
- Ghost Rider: The Complete Series by Rob Williams (trade paperback, Ghost Rider vol. 7 #0.1 and #1–9)
- All-New Ghost Rider: Engines of Vengeance (trade paperback, 2014; reprints All-New Ghost Rider #1-5)
- All-New Ghost Rider: Legend (trade paperback, 2015; reprints All-New Ghost Rider #6-12)
- Ghost Rider: Four on the Floor (trade paperback, 2017; reprints Ghost Rider vol. 8 #1-6)
- Ghost Rider: King of Hell (trade paperback, 2019, reprints Ghost Rider vol. 9 #1-4, Absolute Carnage: Symbiote of Vengeance #1)
- Ghost Rider: Hearts of Darkness II (trade paperback, 2019, reprints Spirits of Ghost Rider: Mother of Demons #1, Ghost Rider vol. 9 #5-7, Ghost Rider 2099 vol. 2 #1)